# Johann Jakob Meyer (Maler, 1787)

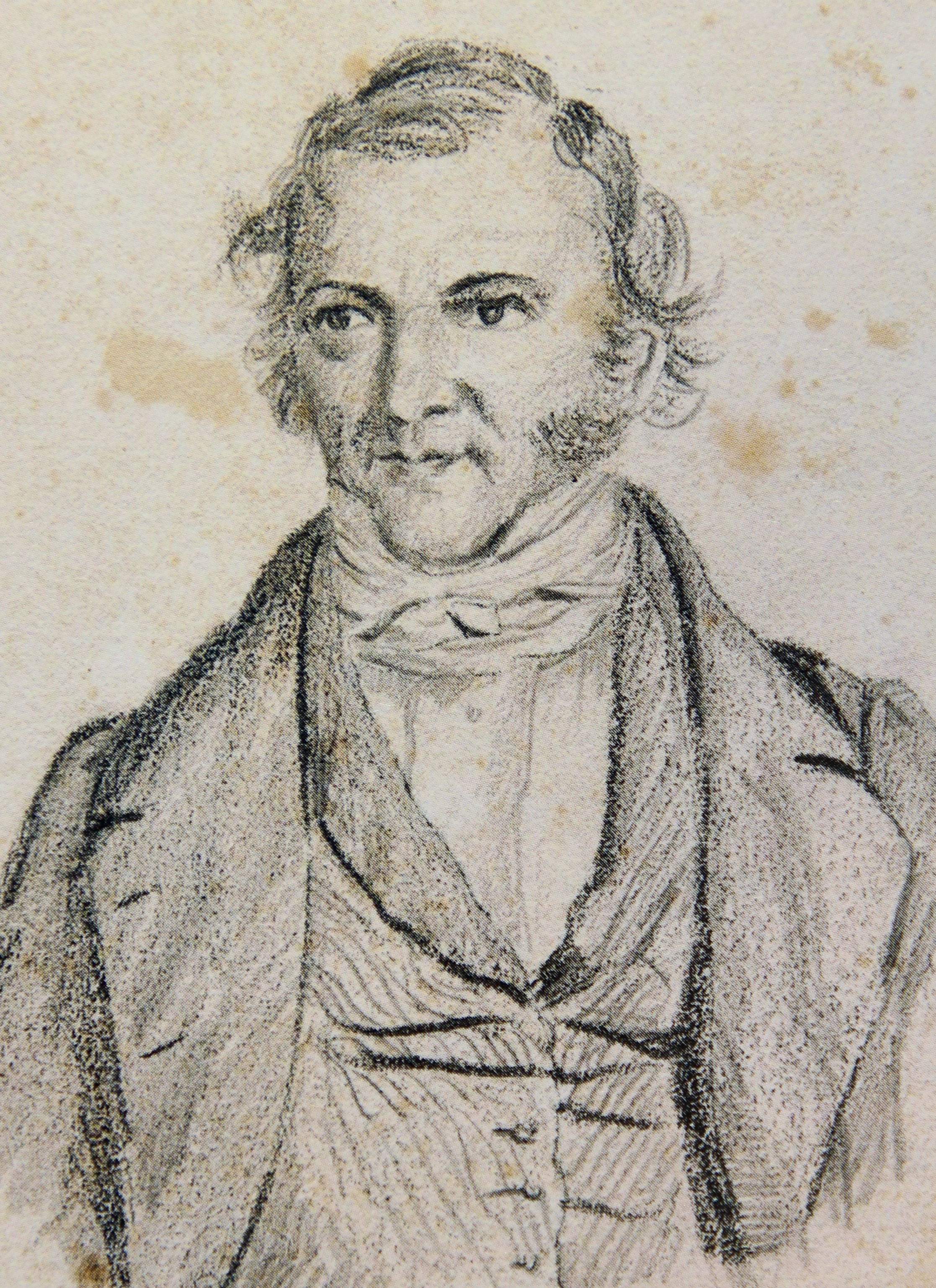
Selbstbildnis

Johann Jakob Meyer (* 4. März 1787 in Meilen; † 3. Dezember 1858 in Zürich) war ein Schweizer Maler.

## Leben

Zürich, Hafen beim Seetor, 1822

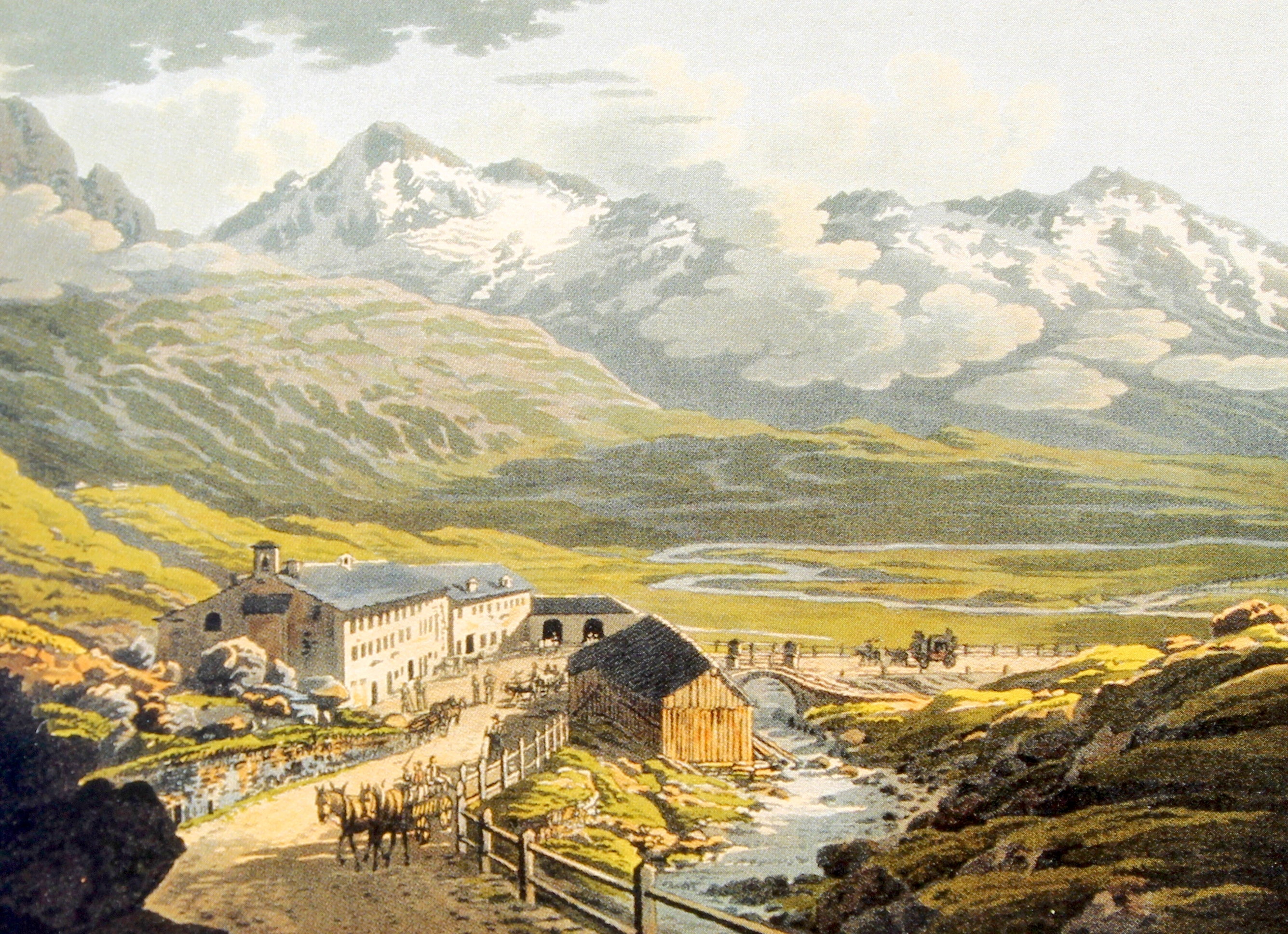
Montespluga, 1823

Johann Jakob wuchs als zweitjüngstes von sieben Kindern in der Nähe der Meilemer Kirche auf. Sein Vater war der Seidenfabrikant und Finanzverwalter Leonhard Meyer. Nach dem frühen Tod des Vaters führte die Mutter Anna Meyer geborene Wunderli die von ihrem Mann begonnene Fabrikation weiter. Der kleine, kränkliche Jakob half in der bescheidenen Landwirtschaft und im Betrieb mit. Daneben beobachtete er die Natur und zeichnete in sein Skizzenheft.
Seine zeichnerische Begabung fiel auf und im Alter von 14 Jahren begann Meyer beim Landschaftsmaler Heinrich Füssli in Zürich eine Lehre. Bei Franz Hegi erlernte er die Radier- und Aquatinta-Technik. Schon mit 16 nahm er mit einer Kreidezeichnung an der Jahresausstellung der Zürcher Künstler teil.
Nach der Lehre reiste Meyer durch die ganze Schweiz, oft zu Fuss. Seine Beobachtungen hielt er in Zeichnungen fest. Nach 1811 verbrachte er einige Jahre bei der Künstlerfamilie Lory père&fils in Neuenburg. Seine Reisen und Wanderungen führten ins Wallis und ins Berner Oberland.
Später liess er sich in Zürich  nieder, wo er unterschiedliche Aufträge ausführte. 1816/17 wanderte er erstmals durch den Kanton Graubünden. 1817 heiratete er Anna Nievergelt und liess sich mit ihr, seiner Mutter und seiner Schwester Anna im Zürcher Quartier Hottingen nieder. Mit ihrer Hilfe betrieb er ein eigenes Künstleratelier. Die Frauen bereiteten nach seinen Vorgaben die Stiche vor und kolorierten.
1820 wollte Preussens Kronprinz Friedrich Wilhelm bei seiner Durchreise Meyers Bilder sehen und bestellte zwei Bilder von Eiger, Wetter- und Wellhorn.
1823 bereiste Meyer zwei Monate lang erneute den Kanton Graubünden und zeichnete für seinen Bildband Die neuen Straßen durch den Kanton Graubündten. Den Text dazu schrieb der Reiseschriftsteller Johann Gottfried Ebel. Zwei Wochen brachte er 1827 auf dem Calanda bei Chur zu, um auf dessen Gipfel ein grosses Panorama zu zeichnen. 1829 zog er über die neu gebaute Strasse des Stilfserjochs. Darüber erschien 1831 das Buch Mahlerische Reise auf der neuen Kunststrasse über das Stilfserjoch mit 36 Aquatinten.
1839 unternahm Meyer eine ausgedehnte Reise nach Deutschland, um Bilder zu verkaufen, Bestellungen aufzunehmen und zu zeichnen. In Potsdam erhielt er eine Audienz beim preussischen König  Friedrich Wilhelm III., der zwei Bilder von ihm kaufte.
1842 reiste Meyer nach Russland, wo er sich bis 1845 in Sankt Petersburg aufhielt und den Zaren Nikolaus I. und dessen Frau kennenlernte. Es entstanden 22 Tafeln der Paläste und Gärten des Zaren. Über Schweden und Dänemark kehrte Meyer 1846 nach Zürich zurück. Nach dem Tod seiner Frau 1849 zog er 1851 ein Jahr nach Wien, später reiste er nach Budapest, darauf kehrte er nach Zürich zurück.

### Privates
Neben seiner Frau verlor Meyer auch drei seiner vier Kinder durch einen frühen Tod. Sein einziger überlebender Sohn Jacques (* 1826) verschleuderte in Meyers Abwesenheit Geld und Bilder seines Vaters. Seit 1854 ist er in den USA verschollen. Am 3. Dezember 1858 starb Meyer vereinsamt in seiner kleinen Wohnung in Zürich.